# 藤堂高般
藤堂 高般（とうどう たかかず）は、江戸時代中期の伊勢国津藩の世嗣。通称は兵部。官位は従四位下・大学頭。

## 略歴
6代藩主・藤堂高治の長男。母は田野氏。
父・高治が死去した時は幼少だったため、支藩・久居藩主・藤堂高朗が跡を継いだ。宝暦2年（1752年）8月23日、高朗の養子となる。同年9月1日、9代将軍・徳川家重に御目見した。同年12月16日、従四位下・大学頭に叙任された。しかし、その2年後に早世した。高朗の四男で、養子・高悠が嫡孫となった。